# 伊姆施特贝格
伊姆施特贝格是奥地利蒂罗尔州伊姆斯特县的一个市镇。总面积10.84平方公里，总人口747人，人口密度68.9人/平方公里（2005年）。